# Anahim Lake
Anahim Lake ist eine Gemeinde in der Provinz British Columbia im Westen von Kanada. Beim Canada Census 2016 zählte sie 82 Einwohner, insgesamt leben in der Umgebung des Ortes etwa 1500 Menschen. Die Einwohnerzahl ist stabil geblieben, nachdem sie im Zensuszeitraum 2006 bis 2011 von 140 Einwohnern auf 83 Einwohnern um 40 % abgenommen hatte. Anahim Lake liegt im Cariboo Regional District auf dem Interior Plateau, knapp 200 Kilometer westlich der Bezirkshauptstadt Williams Lake.
Der Ort gehört zum Chilcotin District und ist Verwaltungssitz der Ulkatcho-First Nation, eines Ureinwohnerstamms, der zu den Dakelh gehört und etwa die Hälfte der Bevölkerung der Umgebung stellt. Gleichzeitig leben hier auch Angehörige der benachbarten Tsilhqot'in.
Jedes Jahr findet im Juli das Anahim Lake Rodeo im Ort statt.

## Geschichte
Anahim Lake liegt am südlichen Ufer des gleichnamigen Sees, der 1861 als Lake Anawhim erstmals von einem Stammesführer der Tsilhqot'in erwähnt und ein Jahr später erstmals kartographiert wurde. Der Ort wurde ursprünglich nur von den Tsilhqot'in besiedelt, allerdings gaben die Dakelh in den 1940er- und 1950er-Jahren ihre abgelegenen Siedlungen im Umkreis weitgehend auf, um ebenfalls nach Anahim Lake zu ziehen.
Die Canada Post eröffnet am 1. September 1939 in Anahim Lake das erste Postamt des Ortes.
Der Hauptwirtschaftszweig des Ortes ist heute die Forstwirtschaft. So betreibt unter anderem die Ulkatcho First Nation seit mehr als 30 Jahren ein Sägewerk in der Nähe der Siedlung.

## Verkehr
Anahim Lake liegt am British Columbia Highway 20, der von Williams Lake nach Bella Coola in den Westen der Provinz führt. Dabei ist die Entfernung nach Williams Lake mit knapp 320 Straßenkilometern mehr als doppelt so lange wie der Weg nach Bella Coola, das etwa 135 Kilometer entfernt liegt.
Direkt am Highway liegt der regionale Flughafen Anahim Lake, von dem aus Flugverbindungen nach Vancouver, Victoria und Bella Coola angeboten werden. Zudem wird er auch von einigen Charter- und Privatfliegern genutzt.

## Persönlichkeiten
- Carey Price (* 1987), Eishockeytorwart